# Villanueva Cosse
Villanueva Félix Cosse Vega (Melo, Cerro Largo, 9 de noviembre de 1933) es un actor, director de teatro y escritor uruguayo que ha desarrollado una importante carrera en su país e internacionalmente, especialmente en Argentina, donde reside desde 1971.

## Biografía
Inició su formación teatral en el teatro El Galpón de Montevideo en 1955 y continuó sus estudios en la Escuela Multidisciplinaria de Arte Dramático (EMAD) de Montevideo hasta egresar en 1963 y en la Escuela de Mímica y Teatro de Jacques Lecoq en París.
Desde 1956 a la fecha actuó en más de 60 obras de teatro en Uruguay y Argentina, intervino en 20 largometrajes y en numerosos especiales y unitarios para televisión.
En 1963, 1972, 1985 y 1996 dirigió 11 obras de teatro en El Galpón, Teatro Circular, Teatro del Centro, Club de Teatro y en la Comedia Nacional en Montevideo.
Escribió ¿Quién le teme a Lucila Singer? (comedia musical), representada en el Teatro Embassy; Feria del miedo, del amor y de la guerra, representanda en el Teatro San Martín; Compañero del alma en coautoría con Adriana Genta, editada por Torres Agüero (1992) y representada en el Teatro “La Campana” y teatro “El Galpón”. Adaptó Arlecchino (Goldoni), Lisístrata (Aristófanes) y El inspector (Gógol).
Participó, como autor y director, en giras y festivales internacionales en Buenos Aires, Zúrich, Caracas, Montevideo, Nueva York, Ciudad de México, San Juan de Puerto Rico, Milán, Estocolmo, haciendo presentaciones de El Galpón, Théatre Ecole, Teatro Abierto, Teatro Nacional Cervantes, Teatro San Martín, Teatro del Pueblo, entre otros.
En Argentina trabajó como actor y director; en 1975, en Querido Mentiroso como George Bernard Shaw, antagonista de China Zorrilla en el papel de Patrick Campbell, y luego dirigiendo Arlequino, servidor de dos patrones, producido por la actriz. También dirigió la obra "Erase otra vez... Nélida Lobato" junto a Nélida Lobato y Enrique Pinti.
De su extensa carrera como director teatral, sobresalen los títulos Marat-Sade, de Peter Weiss; Luces de bohemia de Ramón del Valle Inclán; Viaje de un largo día hacia la noche de Eugene O'Neill, Cocinando con Elisa de Lucía Laragione, New York de Daniel Dalmaroni, y Marathon de Ricardo Monti.

## Familia
Casado con Zulma Garrido, son padres de la ingeniera y política Carolina Cosse, vicepresidenta de la República Oriental del Uruguay en el período 2025-2030. 

## Filmografía
- 2001, El lugar donde estuvo el paraíso
- 1999, Yepeto  ...Don Gerardo
- 1999, Héroes y demonios  ...Dr. Delfini
- 1998, Corazón iluminado
- 1998, América mía  ... Degollador
- 1997, Plaza de almas
- 1994,  ¿Le molestaría si le hago una pregunta? cortometraje.
- 1993, El caso María Soledad ...El Obispo
- 1992, ¿Dónde estás amor de mi vida que no te puedo encontrar? (1992)
- 1992, Dios los cría (1991)
- 1989, País cerrado, teatro abierto ...Él mismo
- 1988, Los amores de Kafka
- 1986, La película del rey ...Desfontaine
- 1984, Asesinato en el Senado de la Nación ...Don Alberto
- 1984, En retirada ...Funcionario
- 1983, Espérame mucho
- 1982, Señora de nadie ...Miguel
- 1979, Los superagentes no se rompen
- 1974, Proceso a la infamia ...Rafael Barca

## Televisión
- 2006, Mujeres Asesinas
- 2006, Montecristo (capítulo 95)
- 2005, Sálvame María
- 2004, Epitafios
- 2003, Los simuladores
- 1998-2000, Verano del 98 Leandro Beláustegui
- 1998-1999 Muñeca Brava
- 1995-1996, Poliladron
- 1993, Mi cuñado
- 1985, El pulpo negro  Gálvez

## Premios

### Teatro
- 1969: Premio Florencio mejor Director Arlecchino.
- 1970: Premio Florencio mejor Actor de Reparto por Rey Lear.
- 1972: Premio Florencio mejor Actor Protagónico Arturo Ui.

Buenos Aires:
- 1973: “Talía” mejor Actor Extranjero por Arturo Ui.
- 1974/75: Premios Estrella de Mar mejor Director por Arlecchino.
- 1985/86: Premios Estrella de Mar mejor Actor Protagónico por Príncipe Azul.
- 1985/86: “José María Vilches” mejor Actor Protagónico por Príncipe Azul.
- 1988: “María Guerrero” mejor Director por Compañero del alma.
- 1987/88: “García Lorca” Acontecimiento Teatral del Bienio por Compañero del alma.
- 1991/92: Premio Municipal de la Ciudad de Buenos Aires mejor Espectáculo Teatral Independiente Doña Ramona.
- 1997/98: “Leónidas Barletta” mejor Espectáculo Teatral Independiente Cocinando con Elisa.
- 1998: Nominado “Trinidad Guevara” mejor Director Cocinando con Elisa.
- 1999: Nominado “ACE” mejor Director Luces de bohemia.
- 2000: Nominado “ACE” mejor Actor de Reparto por Mein Kampf.
- 2001: Nominado y premiado “ACE” mejor Director Inspector.
- 2009: Nominado y premiado "ACE" mejor Director Marat-Sade.

### Cine
- 1985: “Junior” mejor Actor Nacional de Reparto por Asesinato en el Senado de la Nación.
- 1986: Premios Cóndor de Plata de la Asociación Argentina de Críticos de Cinematográficos, Mejor Actor de Reparto La película del rey.

### Libretista
- 1992: Primera Mención del Concurso de Dramaturgia “Tres Países” (Argentina, Chile, Uruguay) por Compañeros del alma

## Espectáculos
Esta es una lista de espectáculos en los que participó. 
- Marat-Sade (adaptación, director)
- Príncipe azul (actor)
- Déjala sangrar (actor)
- Segovia (o De la poesía) (actor, director)
- Lisandro (versión, vestuarista)
- La Feria del miedo, el amor y la guerra (autor)
- Copias (actor)
- Toque de queda (actor)
- Te llevo en la sangre (director)
- El inspector (director)
- Mein Kampf, farsa (intérprete)
- Luces de bohemia (director)
- Cocinando con Elisa (director)
- Compañero del alma (autor, actor, director)
- ¡Arriba, corazón! (intérprete)
- Feria del miedo, del amor y de la guerra (autor, director)
- Cuatro caballetes (intérprete)
- Blues de la calle Balcarce (director)
- Acto cultural (actor)
- Espectros (actor)
- 2004, Epitafios 1° temporada
- 2006, Mujeres Asesinas 2° temporada Lucía, memoriosa
- 2009, Epitafios 2° temporada